# Goldzechkopf
Der Goldzechkopf ist ein 3042 m ü. A. hoher Berg in den Hohen Tauern in Österreich. Der Gipfel befindet sich auf der Grenzlinie zwischen Kärnten und Salzburg.

## Lage
Der Goldzechkopf liegt in der Goldberggruppe, seine Nachbarn sind der Hocharn im Norden und der Hohe Sonnblick im Südosten. Von diesem ist er durch die Pilatusscharte (2905 m) getrennt, vor dem Hocharn liegt die Goldzechscharte (2857 m). Vom Gipfel nach Osten fällt das Gelände steil über das Pilatuskees und das Pilatuskar zum Raurisertal ab, nach Westen ebenfalls steil zum Zirmsee. Im Süden liegt das flachere Kleinfleißkees.
Das Gipfelkreuz wurde am 25. Oktober 2020 errichtet.

## Geschichte
Die Tauerngoldquarzgänge entstanden vor 35 bis 28 Millionen Jahren in der Abkühlphase von heißen Erzlösungen.
Der Goldzechkopf liegt im etwa 15 × 12 Kilometer großen Goldfeld der Hohen Tauern. Hier wurde vom 14. bis zum 19. Jahrhundert Gold abgebaut. Die goldführenden Erzgänge treten in örtlichen Gruppen auf, die in eigenen Zechen ausgebeutet wurden. Beim Goldzechkopf waren dies die Öxlinger Zeche südwestlich des Gipfels und die Goldzeche im Nordwesten oberhalb des Zirmsees in Richtung Hocharn. Der Annastollen lag auf 2700 Meter Seehöhe in der Unteren Goldzeche, der Christoffistollen in 2815 Meter. Die Obere Goldzeche bestand aus den Bartholomeystollen in 2835 Meter, den Frauenstollen in 2849 Meter und der Fundgrube in 2925 Meter Höhe.

## Routen
Über den Goldzechkopf führt der Zentralalpenweg. Der Aufstieg aus Süden erfolgt über eine kurze Felskletterei vom Gletscherrand des Kleinfleißkees. Der Abstieg in die Goldzechscharte ist eine Kletterei der Schwierigkeit II.